# Kastanéa (ort i Grekland, Grekiska fastlandet, Fthiotis)
Kastanéa är en ort i Grekland.   Den ligger i prefekturen Fthiotis och regionen Grekiska fastlandet, i den centrala delen av landet, 160 km nordväst om huvudstaden Aten. Kastanéa ligger 917 meter över havet och antalet invånare är 207.
Terrängen runt Kastanéa är kuperad åt nordväst, men åt sydost är den bergig. Runt Kastanéa är det mycket glesbefolkat, med 4 invånare per kvadratkilometer. Närmaste större samhälle är Spercheiáda, 9,7 km nordväst om Kastanéa. == Kommentarer ==
1. ↑  Framräknat ur variansen i alla höjduppgifter (DEM 3") från Viewfinder Panoramas, inom 10 km radie.[2] Mer om algoritmen finns här: Användare:Lsjbot/Algoritmer.